# Trinomys setosus
Trinomys setosus är en däggdjursart som först beskrevs av Anselme Gaëtan Desmarest 1817.  Trinomys setosus ingår i släktet Trinomys och familjen lansråttor. Inga underarter finns listade i Catalogue of Life. Wilson & Reeder (2005) skiljer mellan tre underarter.

## Utseende
Arten är ganska stor i släktet Trinomys med en kroppslängd (huvud och bål) av 180 till 226 mm, en svanslängd av 168 till 230 mm och en vikt av cirka 203 g. Den har 43 till 53 mm långa bakfötter och 20 till 33 mm stora öron. Främst i utbredningsområdets norra del är på ovansidan många 17 till 22 mm långa och ungefär 1 mm breda taggar inblandade. Pälsfärgen är på ovansidan olivbrun till kanelfärgade och undersidan har en vitaktig färg. Vid kroppssidorna är pälsen ljusare än på ryggen. Svansen kännetecknas av en brun ovansida, en ljus undersida och av en tofs med långa hår vid spetsen. Arten skiljer sig med avvikande detaljer av kraniet, av tänderna och av hannens penisben från andra släktmedlemmar. Den diploida kromosomuppsättningen bildas av 56 kromosomer (2n=56).

## Utbredning
Denna gnagare förekommer i östra Brasilien vid havet från Rio de Janeiro norrut till delstaten Sergipe. Arten lever i olika slags skogar samt i savanner med trädgrupper. En av underarterna vistas nära vattendrag. Typiska habitat är Atlantskogen och den fuktiga savannen Cerradon.

## Ekologi
Honor av underarten T. s. elegans hade i januari en kull med två ungar som vägde cirka 28 g. Andra ungar registrerades fram till maj. Denna gnagare simmar ofta. Den bygger boet av gräs nära strandlinjen. Enligt en studie från 1988 är arten den talrikaste gnagaren i delstaten Minas Gerais.

## Hot
För beståndet är inga hot kända och hela populationen anses vara stor. IUCN listar arten som livskraftig (LC).